# Дурдыев, Аман Атаевич
Аман Атаевич Дурдыев — советский хозяйственный, государственный и политический деятель.

## Биография
Родился в 1931 году в Ашхабаде. Член КПСС.
Окончил МНИ имени Губкина.
До 1964 — оператор по добыче нефти, мастер участка, старший инженер, заведующий нефтепромысла в управлении «Челекеннефть», второй секретарь Красноводского горкома КП Туркмении.
В 1964—1969 — первый секретарь Красноводского горкома КП Туркмении.
В 1969—1974 — начальник управления «Челекеннефть».
В 1974—1975 — заведующий отделом нефтяного хозяйства ЦК КП Туркмении.
В 1975—1980 — первый секретарь Ашхабадского горкома КП Туркмении.
В 1980—1989 — уполномоченный Министерства внешней торговли СССР по Туркменской ССР.
Депутат Верховного Совета Туркменской ССР 7-10-го созывов. Делегат XXV съезда КПСС.
Умер в 1989 году в Ашхабаде.

## Награды
- Орден Трудового Красного Знамени
- Орден Знак Почёта